# Unione Sportiva Anconitana 1961-1962
Questa pagina raccoglie le informazioni riguardanti l'Unione Sportiva Anconitana nelle competizioni ufficiali della stagione 1961-1962.

## Rosa
| N. |                   | Ruolo | Calciatore        |
| -- | ----------------- | ----- | ----------------- |
|    | Italia (bandiera) | C     | Valeriano Balloni |
|    | Italia (bandiera) |       | Boccomini         |
|    | Italia (bandiera) | C     | Attilio Currarini |
|    | Italia (bandiera) | C     | Vasco Dugini      |
| 11 | Italia (bandiera) | A     | Roberto Faccani   |
|    | Italia (bandiera) | P     | Primo Germano     |
|    | Italia (bandiera) | D     | Giovanni Kostner  |
|    | Italia (bandiera) | C     | Natale Miserocchi |
|    | Italia (bandiera) | D     | Carlo Natali      |

| N. |                   | Ruolo | Calciatore        |
| -- | ----------------- | ----- | ----------------- |
|    | Italia (bandiera) | A     | Giampaolo Piaceri |
|    | Italia (bandiera) | C     | Giancarlo Pomelli |
|    | Italia (bandiera) | D     | Felice Profeti    |
|    | Italia (bandiera) | D     | Gabriele Rambotti |
|    | Italia (bandiera) | A     | Attilio Curranini |
|    | Italia (bandiera) | A     | Lidio Rocchi      |
|    | Italia (bandiera) | C     | Giulio Sebastiani |
|    | Italia (bandiera) | D     | Rino Tonegutti    |
|    | Italia (bandiera) | P     | Giancarlo Tonoli  |